# Berg, Östervåla socken
Berg, är en by i Östervåla socken, Heby kommun.
Byn är känd sedan 1400, då en 'Jacober in Baergh' var fasteman vid häradsrätten. Redan 1369 finns dock ett omnämnande av en by Berg i Våla härad, men det är oklart på om det syftar på Berg i Östervåla, Berg i Harbo eller Berg i Nora. 1541 fanns här två skattehemman. 1653 fanns fyra bönder i Berg, 1687 fyra bönder och en skomakare. Där låg även soldattorpet för rote No 308 vid Västmanlands regemente, med soldatnamnet Berg.
Utöver dessa torp hörde torpet Holmruddun, känd sedan mitten av 1600-talet under byn. I slutet av 1800-talet tillkom torpet Lindesberg och Östlunda.